# Any Emcee
Any Emcee to drugi singiel amerykańskiego rapera Nine'a, wydany 28 marca 1995 roku nakładem wytwórni Profile Records. Utwór znalazł się na płycie Nine Livez.

## Lista utworów
Opracowano na podstawie źródła.
1. Any Emcee (Radio Version) - 4:04
2. Any Emcee (Instrumental) - 4:03
3. Any Emcee (Acappella) - 3:32
4. Tha Cypha (Radio Version) - 3:46
5. Tha Cypha (Instrumental) - 3:48
6. Whutcha Want? (Radio Remix) - 4:43

## Sample
Opracowano na podstawie źródła.
- ""I'll Be Around" w wykonaniu The Spinners
- "Impeach the President" w wykonaniu The Honey Drippers
- "My Melody" w wykonaniu Ericka B. & Rakima